# Países Baixos na Universíada de Verão de 2021
Os Países Baixos participaram da Universíada de Verão de 2021, que aconteceu em Chengdu, na China, entre 28 de julho e 8 de agosto de 2023.
Foram 63 atletas — 34 masculinos e 29 femininos — em dez modalidades olímpicas e uma não olímpica — o wushu.

## Competidores
Estas foram as modalidades e atletas que disputaram a edição:
| Esporte             | Masculino | Feminino | Total |
| ------------------- | --------- | -------- | ----- |
| Atletismo           | 2         | 3        | 5     |
| Badminton           | 2         | 0        | 2     |
| Esgrima             | 5         | 1        | 6     |
| Ginástica artística | 1         | 1        | 2     |
| Judo                | 6         | 5        | 11    |
| Natação             | 1         | 2        | 3     |
| Remo                | 15        | 13       | 28    |
| Taekwondo           | 1         | 0        | 1     |
| Tênis de mesa       | 1         | 2        | 3     |
| Tiro com arco       | 0         | 1        | 1     |
| Wushu               | 0         | 1        | 1     |
| Total               | 34        | 29       | 63    |

## Medalhas

### Medalhistas
Estes foram os medalhistas desta edição:
| Robert Tiemeijer Vosse Meijssen Wessel Hesselink Kevin-Lee Bieshaar Sander Hazelaar | Martijn Bos Mats van Sabben Dolf Rutten Aniek van Veenen |

| Pieter van Veen | Eli Brouwer |

| Anna Leerink Arwen van Mierlo Marije Ijpma Wia Ruiter Nienke von Hebel | Lisanne van der Lelij Maartje Damen Floor van Ameijde Ashraf Morra |

| Sanne Muggen | Wia Ruiter |

| Anne Leerink Arwen van Mierlo | Nienke von Hebel Floor van Ameijde |

### Por modalidade
Estas foram as medalhas por modalidade nesta edição:
| Esporte   | Medalha de ouro | Medalha de prata | Medalha de bronze | Total de medalhas |
| --------- | --------------- | ---------------- | ----------------- | ----------------- |
| Remo      | 2               | 2                | 1                 | 5                 |
| Judo      | 0               | 1                | 2                 | 3                 |
| Atletismo | 0               | 0                | 1                 | 1                 |
| Total     | 2               | 3                | 4                 | 9                 |